# 日本基督教団主恩教会

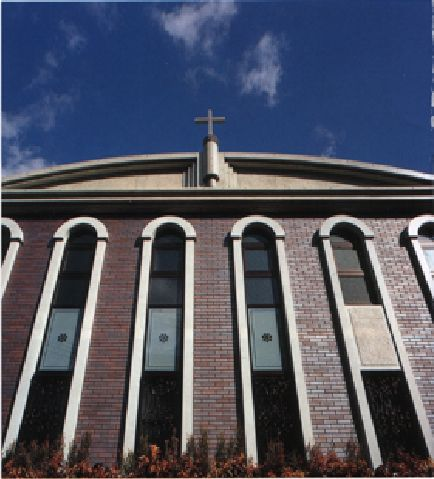

日本基督教団 主恩教会（にほんきりすときょうだん しゅおんきょうかい）は、兵庫県神戸市灘区にある日本基督教団の教会である。

## 沿革
- 1890年 - 日本基督教会による神戸伝道が開始される。
- 1898年 - 日本基督教会神戸教会が設立される。
- 1916年
  - 4月 - 中山手通7丁目10‐29の宅地144坪を購入して、木造3階建ての新会堂を建築する。
  - 12月 - 献堂式を行う。この会堂は「アメ三跡の赤屋根の教会」と呼ばれ親しまれた。
- 1919年 - 日本基督教会から脱退・独立して、単立神戸イエス・キリスト教会と改称する。そのため、この年を教会の創立年と定めている。
- 1936年 - 小羊幼児園（後に幼稚園と改称）を開設する。
- 1942年 - 日本基督教団に加入し、日本基督教団法人「主恩教会」と改称する。後に、日本基督教団「主恩教会」と再改称する。
- 1945年 - 神戸大空襲により、教会堂が全焼する。
- 1946年3月 - 家庭での礼拝を再開する。
- 1949年3月 - ポータブルハウスの仮会堂の献堂式を行い、小羊幼稚園も再開する。
- 1959年 - 創立40周年を記念して仮会堂に代えて新会堂を建築し、献堂式を行う。
- 1960年 - 牧師館が完成する。
- 1969年 - この頃から大学紛争に端を発して神学部闘争が起こり、1970年代の教会闘争時代に入ってゆく。
- 1979年11月 - 創立60周年記念式典を挙行して「又主恩教会60年史」を発行する
- 1980年3月 - 小羊幼稚園を閉鎖する。
- 1991年9月 - 新会堂建築が臨時総会で決定される。
- 1993年
  - 1月10日 - この日からしばらく、礼拝は神戸YWCAのチャペルを借りて行うこととなり、同月22日に会堂の解体作業が始まる。
  - 12月 - 完成・引渡しが行われて、クリスマス礼拝を新会堂での最初の礼拝として行う。
- 1994年1月30日 - 新会堂の献堂式を挙行する。
- 1995年1月17日 - 阪神・淡路大震災が起こり、教会員1名が召天、会員関係者2名が死去する。また、教会員の家屋は全壊が21軒で半壊は14軒という甚大な被害を受ける。教会堂・牧師館は無事で、近隣住民の避難所として1ヶ月を過ごす。その後3月まで、当教会は全国からのボランティアが常時40名ほど寝泊りして、救援ボランティア活動の拠点となる。
- 1997年 - 記念礼拝室「恒安園」を駐車場の奥に建築し、10月に奉献式を行う。
- 1999年3月 - 文集「シオンの丘」創立80周年記念号を発行し、当教会の「略年譜」を整理して掲載する。
- 2009年 - 教会創立90周年を迎える。

## 交通アクセス
- 阪急電鉄 王子公園駅
- JR西日本 灘駅
- 王子動物園の入り口からまっすぐ南側に、50メートル下る。